# Municipio de Rolling Prairie
El municipio de Rolling Prairie (en inglés: Rolling Prairie Township) es un municipio ubicado en el condado de Foster en el estado estadounidense de Dakota del Norte. En el año 2010 tenía una población de 32 habitantes y una densidad poblacional de 0,34 personas por km².

## Geografía
El municipio de Rolling Prairie se encuentra ubicado en las coordenadas 47°26′59″N 98°40′52″O / 47.44972, -98.68111. Según la Oficina del Censo de los Estados Unidos, el municipio tiene una superficie total de 93.15 km², de la cual 92,45 km² corresponden a tierra firme y (0,76 %) 0,71 km² es agua.

## Demografía
Según el censo de 2010, había 32 personas residiendo en el municipio de Rolling Prairie. La densidad de población era de 0,34 hab./km². De los 32 habitantes, el municipio de Rolling Prairie estaba compuesto por el 100 % blancos. Del total de la población el 0 % eran hispanos o latinos de cualquier raza.